# BT Group
BT Group plc är ett brittiskt företag. Företaget är en börsnoterad avknoppning från Storbritanniens gamla post- och telemonopol British Telecom.
Företaget har sitt ursprung i nationaliseringen av telegrafväsendet i Storbritannien 1870. Det privatiserades under 1980- och 1990-talen i tre etapper med början 1984. Det dåvarande General Post Offices ansvarsområden delades upp i flera delar: postala tjänster hanteras av Royal Mail och telekommunikation av British Telecom. O2 plc var ursprungligen en del av British Telecom.